# Juan Bautista Talens
Juan Bautista Talens fue un religioso español del siglo XVII o XVIII, nacido en Sueca.
Ingresó en la orden descalza de San Francisco y obtuvo el doctorado en teología. Fue examinador sinodal del obispado de Barcelona, guardián de varios conventos, jefe de la provincia de san Juan Baustita en el reino de Valencia, ministro provincial de la misma y cronista general.
Se le debe una Crónica de su provincia, Sermones y Oraciones fúnebres.